# Gaius Fannius (Volkstribun)
Gaius Fannius ist der erste in antiken Quellen erwähnte Angehörige des römischen plebejischen Geschlecht der Fannier. Er amtierte wohl im Jahr 184 v. Chr. als Volkstribun.
Gaius Fannius wird vom römischen Geschichtsschreiber Titus Livius im Zusammenhang mit den Scipionenprozessen genannt. Livius’ Bericht über diese Prozesse beruht größtenteils auf der systematisch verfälschten Darstellung des Annalisten Valerius Antias. Dieser verlegte Fannius’ Volkstribunat in das Jahr 187 v. Chr. zurück und ließ den damals als Prätor amtierenden Quintus Terentius Culleo, der eigentlich ein guter Freund der Scipionen war, als Richter im Verfahren gegen Lucius Cornelius Scipio Asiaticus wirken. Demnach erklärte Terentius angeblich nach der Verurteilung Scipios, dass er diesen ins Gefängnis führen lassen müsse, falls Scipio nicht die ihm durch das Urteil auferlegte Geldstrafe bezahle. Daraufhin habe sich Fannius mit den anderen Volkstribunen beraten und anschließend verkündet, dass sie alle mit Ausnahme von Tiberius Sempronius Gracchus nicht daran dächten, den Prätor an seinem Vorgehen durch eine Interzession zu hindern. Einzig Gracchus – obwohl ein politischer Feind der Scipionen – habe erklärt, er werde zwar dann nicht interzedieren, falls die Geldstrafe durch den Verkauf von Besitztümern des Scipio eingetrieben werden sollte; allerdings würde er eine Einkerkerung Scipios wegen dessen großen Verdiensten um die Republik nicht zulassen.
Möglicherweise war Gaius Fannius der Vater des Konsuls von 161 v. Chr., Gaius Fannius Strabo, und eines um 144 v. Chr. bezeugten Münzmeisters namens Marcus Fannius.